# Afectividad
La afectividad es el amplio dominio de la vida de la mente al que pertenecen los estados: sensación, emoción, sentimiento, estado de ánimo (en el sentido técnico de estado moral: depresión, optimismo, ansiedad... ). Hoy llamamos afectos a todos estos estados que nos influyen o motivan.[cita requerida] La afectividad es una de las áreas de la experiencia vivida, junto con la inteligencia y la motricidad. El Diccionario de la lengua española observa una cuarta acepción, en psicología, como «desarrollo de la propensión a querer».
Los sentimientos, sensaciones y emociones que puede experimentar un sujeto, así como las variaciones de su estado de ánimo, son el efecto de una confrontación entre el entorno percibido y la experiencia. Hoy en día se conoce mucho mejor el papel de los afectos en el pensamiento y el juicio, así como en la motivación o la voluntad.

## Historia

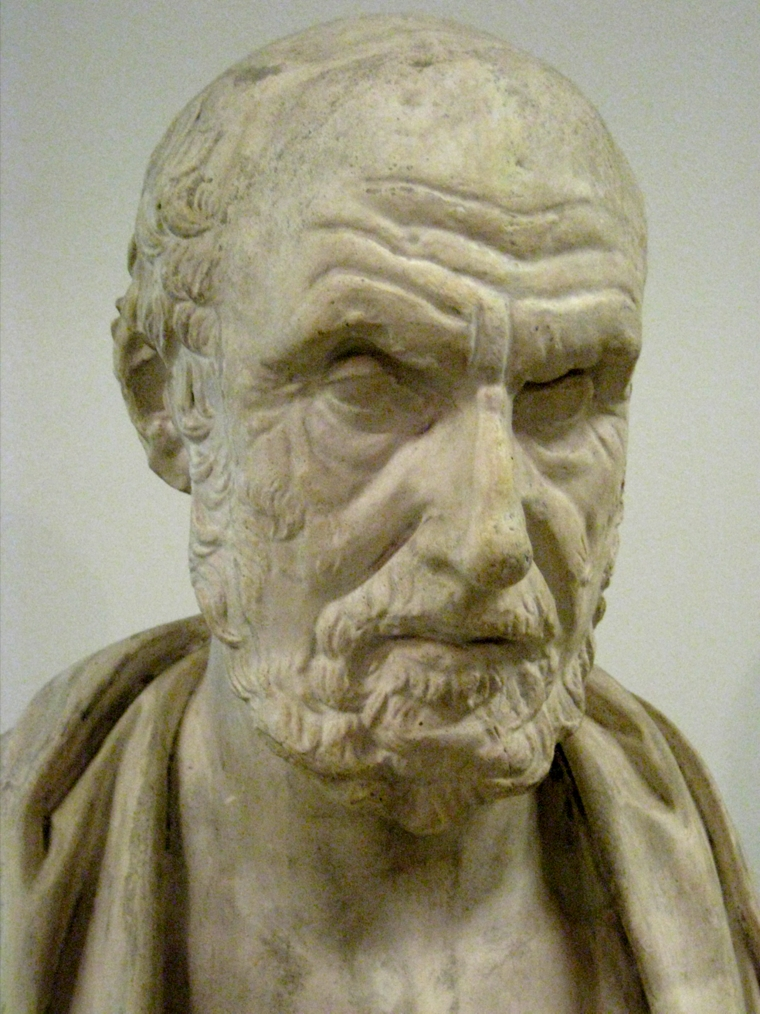
Busto de Hipócrates en el Museo Pushkin

### Teoría de los humores
Según el antiguo médico griego Hipócrates, la afectividad está influenciada por cuatro humores:
- la sangre, proveniente del corazón (carácter valiente y esperanzado);
- la bilis amarilla, originada en el hígado y la vesícula biliar (carácter colérico);
- la bilis negra, proveniente del bazo (origina un carácter depresivo y melancólico);
- y la flema, originada en el cerebro (carácter racional y calmado).

### En el psicoanálisis
Para el psicoanálisis, el afecto es característico de la conciencia: el inconsciente no tiene afecto. Esta idea es un corolario de un pensamiento económico de la psique: esta es el lugar del impulso, que es un factor cuantitativo (aunque se pueden considerar diferentes tipos de impulsos).

## En la filosofía

### Aristóteles
En el campo de la filosofía, en las Categorías Aristóteles definió las cualidades sensibles como afectivas, ya que cada una de ellas desarrolla un afecto de los sentidos. Además, en De Anima recordaba que entre los fines de su investigación estaban ciertamente las afectividades, primero porque le parecían propios del alma, y segundo porque era necesario enumerar los que tenían en común con los animales.

### En la filosofía helenística y la escolástica
Más tarde los estoicos evaluaron la afectividad (y los afectos) negativamente, como elementos irracionales y amenazantes para el aspecto racional del alma. A pesar de esto, Agustín de Hipona y luego los escolásticos adoptaron la visión aristotélica de la neutralidad de los afectos y por lo tanto, desde un punto de vista moral, los juzgaron como buenos o malos según la influencia moderadora de la razón sobre ellos.

### Spinoza

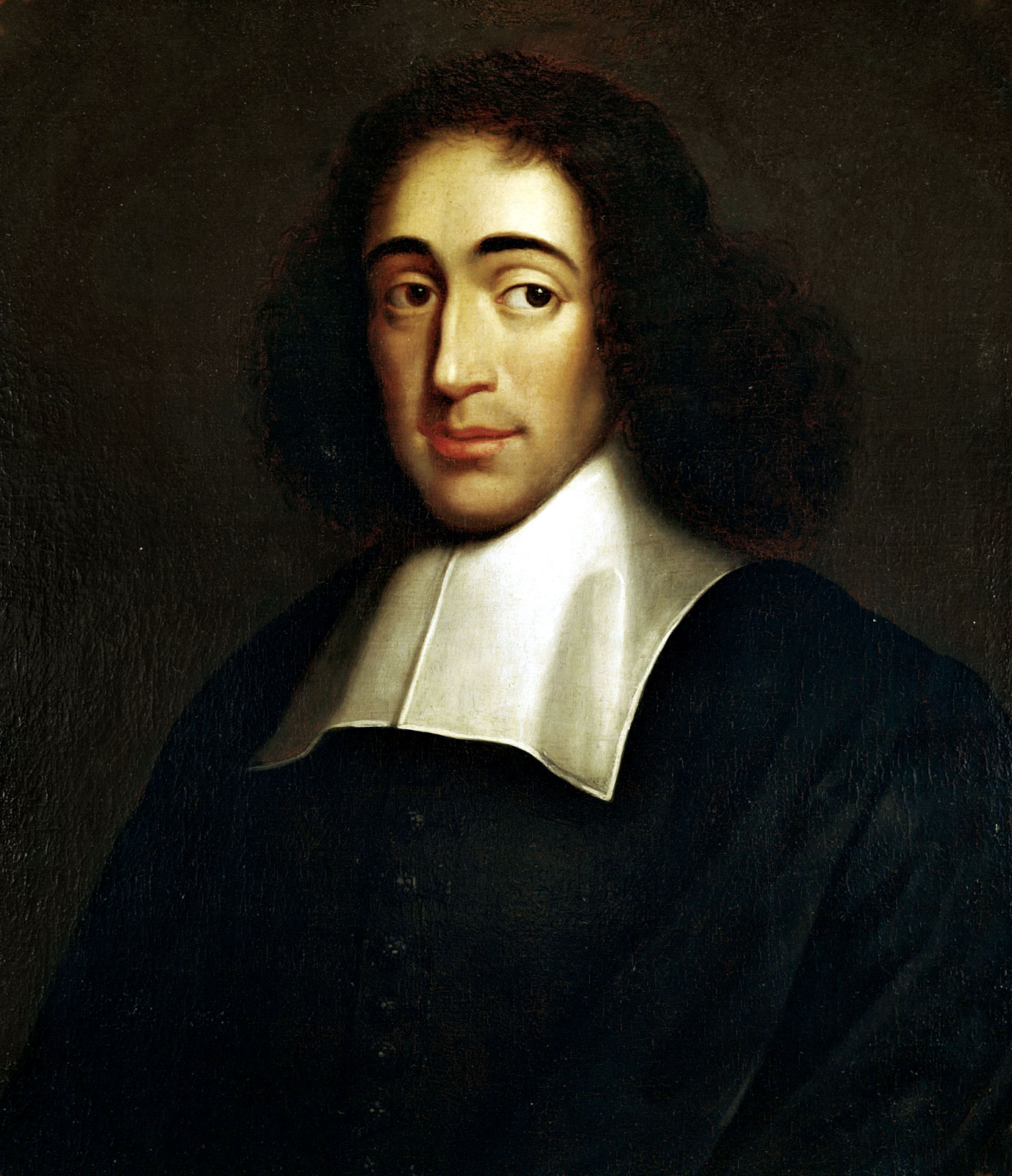
Baruch Spinoza

Según Baruch de Spinoza, las afecciones fundamentales son tres: 
1. Alegría
2. Tristeza
3. Deseo

Trató de que esas partes fueran puramente corporales, de que estuvieran al nivel del apetito, es decir, no acompañadas por la conciencia. Las emociones, estrictamente hablando, suponen una idea del objeto; el amor, por ejemplo, es un modo de la conciencia que incluye una idea del objeto amado.

### Kant
Immanuel Kant distinguió entre los elementos sensibles y los de la potencia cognitiva intelectual y en la Crítica de la Razón Pura afirmó que «todas las intuiciones, en cuanto sensibles, se basan en afecciones, mientras que los conceptos lo hacen en funciones».

## En psicología
La palabra "afectividad" se utiliza en psicología para indicar el conjunto de sentimientos y emociones de un individuo, así como el carácter que asume un determinado estado psíquico.
La estructuración de los afectos va desde el nacimiento hasta la madurez. Inicialmente se orientan hacia las figuras más significativas de la existencia en su etapa más elemental, como la madre y, en menor medida, el padre. A medida que evoluciona, el niño es capaz de dirigir su afectividad hacia otras figuras familiares y más tarde hacia figuras externas, sobre las que ejerce sus sentimientos con creciente autonomía.
El desarrollo correcto y completo de la afectividad, así como la elaboración de los posibles traumas o deficiencias afectivas que han obstaculizado el proceso, son fundamentales para la maduración del individuo, en particular en relación con el desarrollo de la autoestima y la sexualidad en la adolescencia y la edad adulta.

## Otras teorías

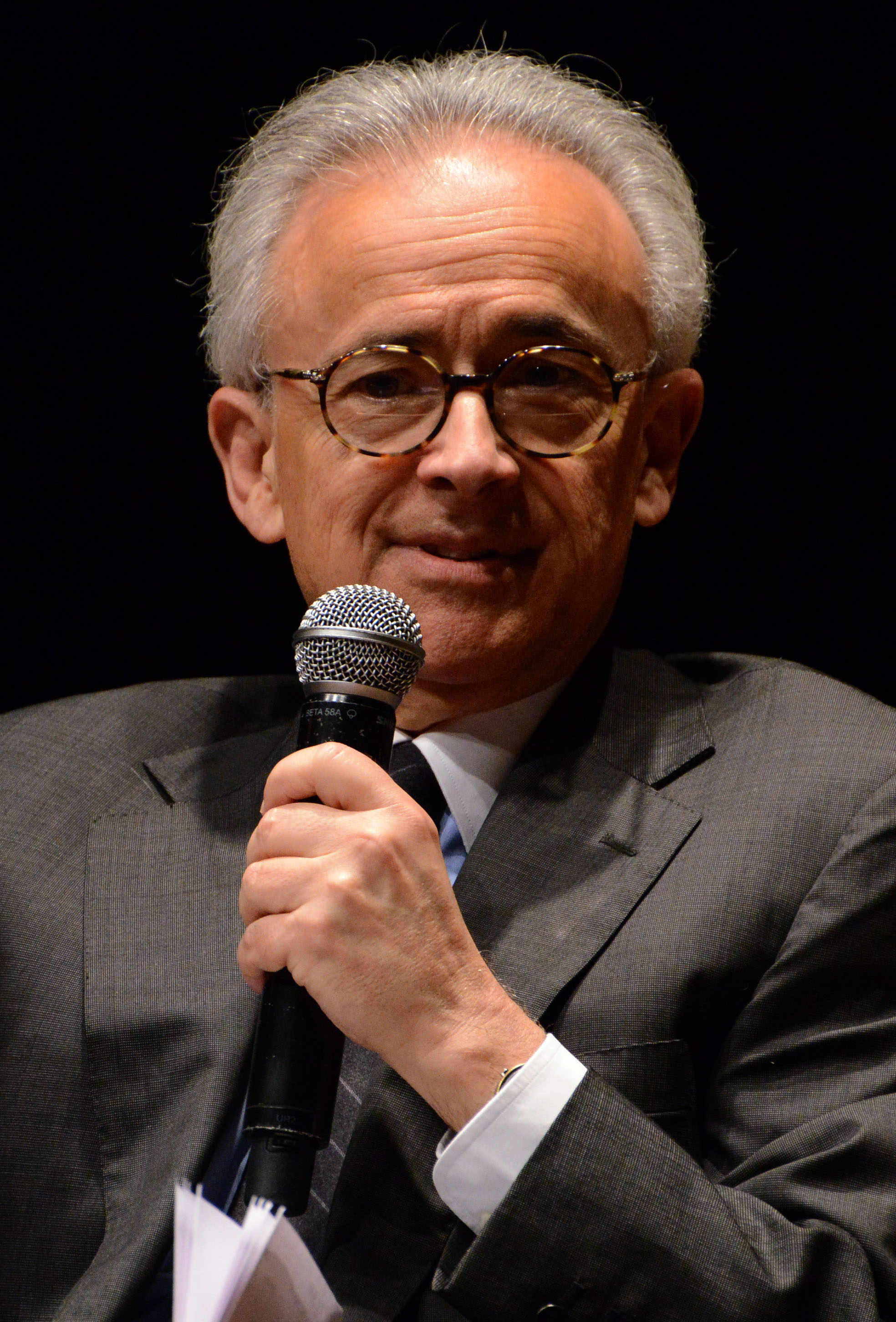
António Damásio en 2013.

Por su parte, António Damásio propone una especie de árbol del cual van emergiendo los niveles sucesivos que llevan hasta los sentimientos:
1. Respuestas inmunes, reflejos básicos, regulación metabólica
2. Comportamientos de dolor y placer
3. Instintos y motivaciones
4. Emociones de fondo, primarias y sociales.

Respecto de las emociones sociales, incluye la simpatía, la turbación, la vergüenza, la culpabilidad, el orgullo, los celos, la envidia, la gratitud, la admiración, la indignación y el desdén.
Jaak Panksepp, un neurocientífico estadounidense, ha investigado las bases neuronales de las emociones y la afectividad. Según sus conclusiones, en la base de cualquier forma de actividad psíquica hay un núcleo ancestral de conciencia emocional llamado protoconciencia afectiva, que se activa por las áreas cerebrales profundas del llamado cerebro reptil.